# Азербайджанская ТЭС
Азербайджанская тепловая электростанция (ТЭС, азерб. Azərbaycan İstilik Elektrik Stansiyası) — нефтяная электростанция в Мингячевирском районе, состоящая из 8 энергоблоков мощностью 300 МВт каждый.
Является крупнейшей тепловой электростанцией в Южно-Кавказском регионе.

## Общие сведения
Строительство электростанции началось в 1974 году. 
Установки вводились в эксплуатацию поэтапно с 1981 по 1990 год и строились установками ЛМЗ «Россия» (турбины), «Электросила» (генераторы), Таганрог (котельные).
Первый энергоблок был сдан в эксплуатацию 20 октября 1981 года, восьмой — в 1990 году.
Каждый из блоков обладает статусом отдельной электростанции. У каждой из подстанций собственное здание управления. Станция работает как на газе, так и на мазуте.
Электростанция обеспечивает 40 % потребности Азербайджана в электроэнергии.
Источником охлаждающей воды является Карабахский оросительный канал.
Высота дымовых труб завода составляет 320 метров.
3 июля 2018 года один из блоков электростанции приостановил работу из-за аварии. В результате в 00:20 была обесточена большая часть районов Баку, а также города Сумгайыт, Ширван, Гянджа, Агдаш, Барда, Гах, Загатала.
На токовом трансформаторе 330-киловольтной подстанции вытекло около тысячи килограммов масла, которое попало на электротехническое оборудование, информационные и автоматические кабели. Возник пожар. Причиной аварии стал выход из строя по причине износа контактных систем, охладителей на генераторах. В результате аварии было утеряно 600 МВт мощности.
В 2018 году начата реконструкция электростанции для восстановления после аварии, которая была завершена 25 июня 2020 года. При проведении реконструкции подача электроэнергии не прекращалась. Работы проводились параллельно.
В ходе 44-дневной войны 4 октября 2020 года электростанция была обстреляна армией Армении из РСЗО «Смерч». Ракета попала в участок между 6 и 7 энергоблоками. 11 октября 2020 года электростанция вновь была обстреляна. Ракета упала рядом с центром управления.

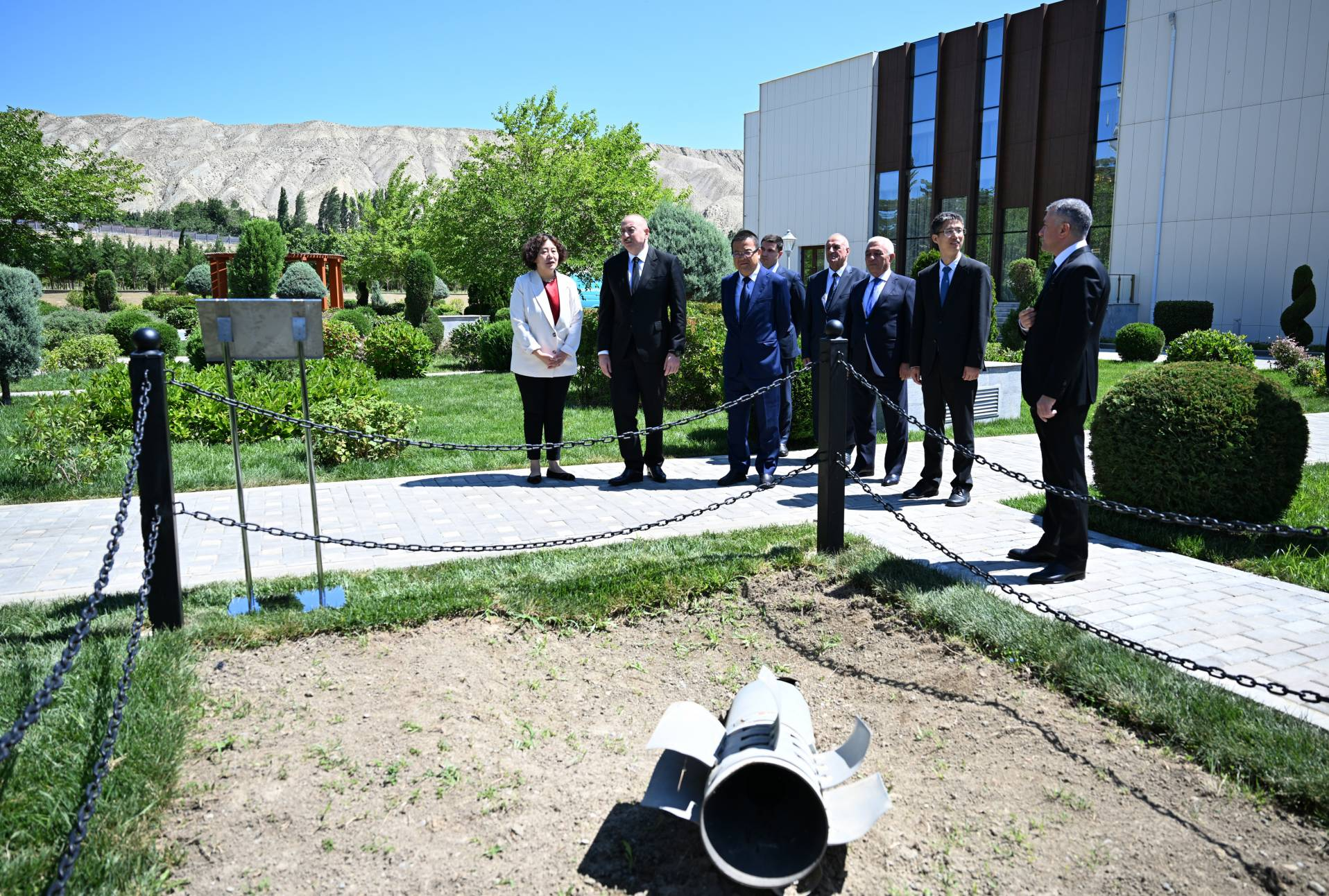
Обломок ракеты, выпущенной по Азербайджанской ТЭС в ходе 44-дневной войны 25 июля 2025

## ТЭС «8 ноября»
13 февраля 2023 года на территории ТЭС начато строительство электростанции «8 ноября» мощностью 1280 МВт. Строительство осуществлено местными компаниями. Контроль осуществлялся компанией «AFRY». Проектирование осуществлено испанской компанией «IDOM». Газовые турбины и генераторы для новой электростанции произведены итальянской компанией «Ansaldo Energia». В строительстве участвовала Dongfang Electric Corporation (Китай).
24 июня 2025 года электростанция введена в эксплуатацию.

## Галерея

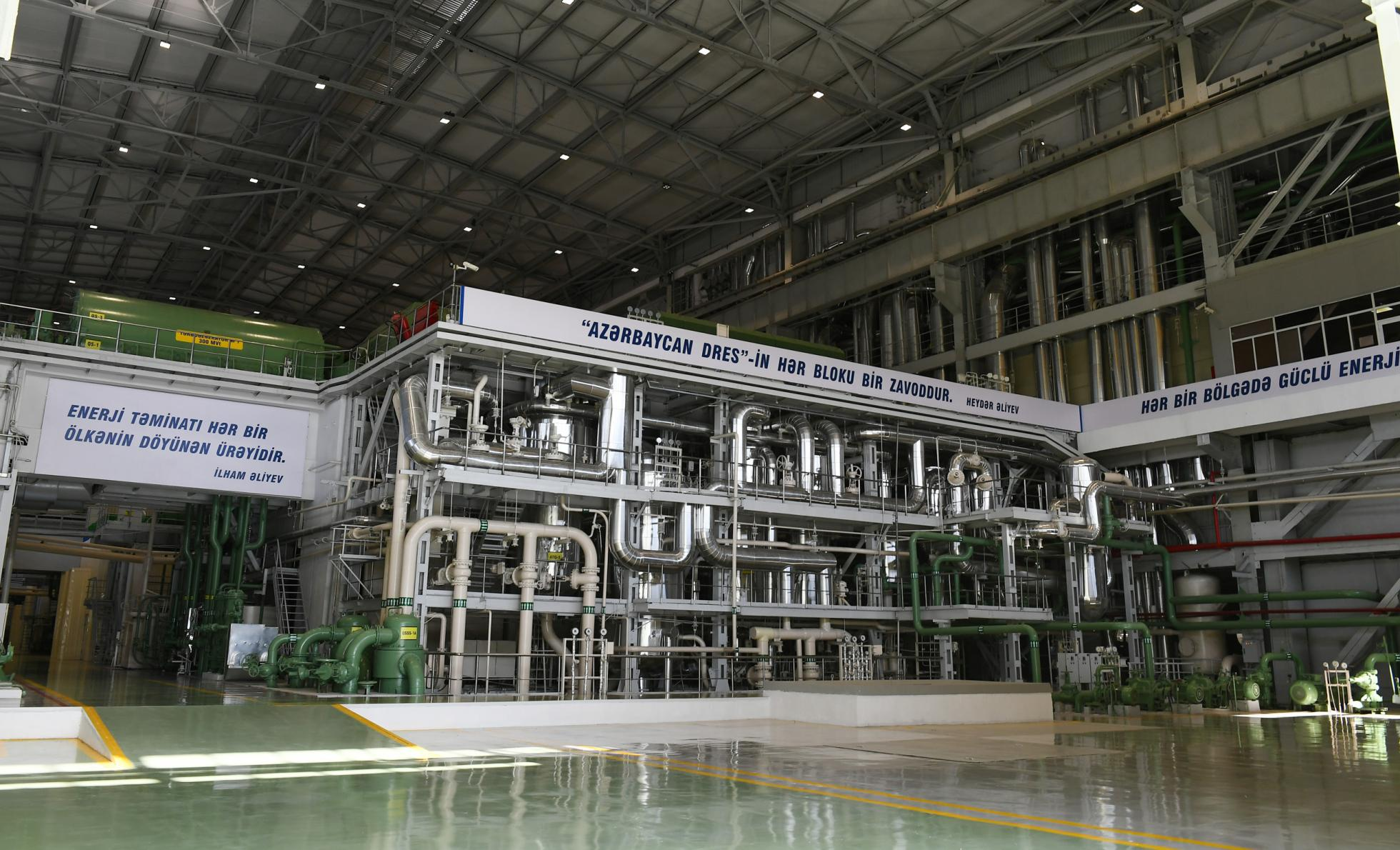
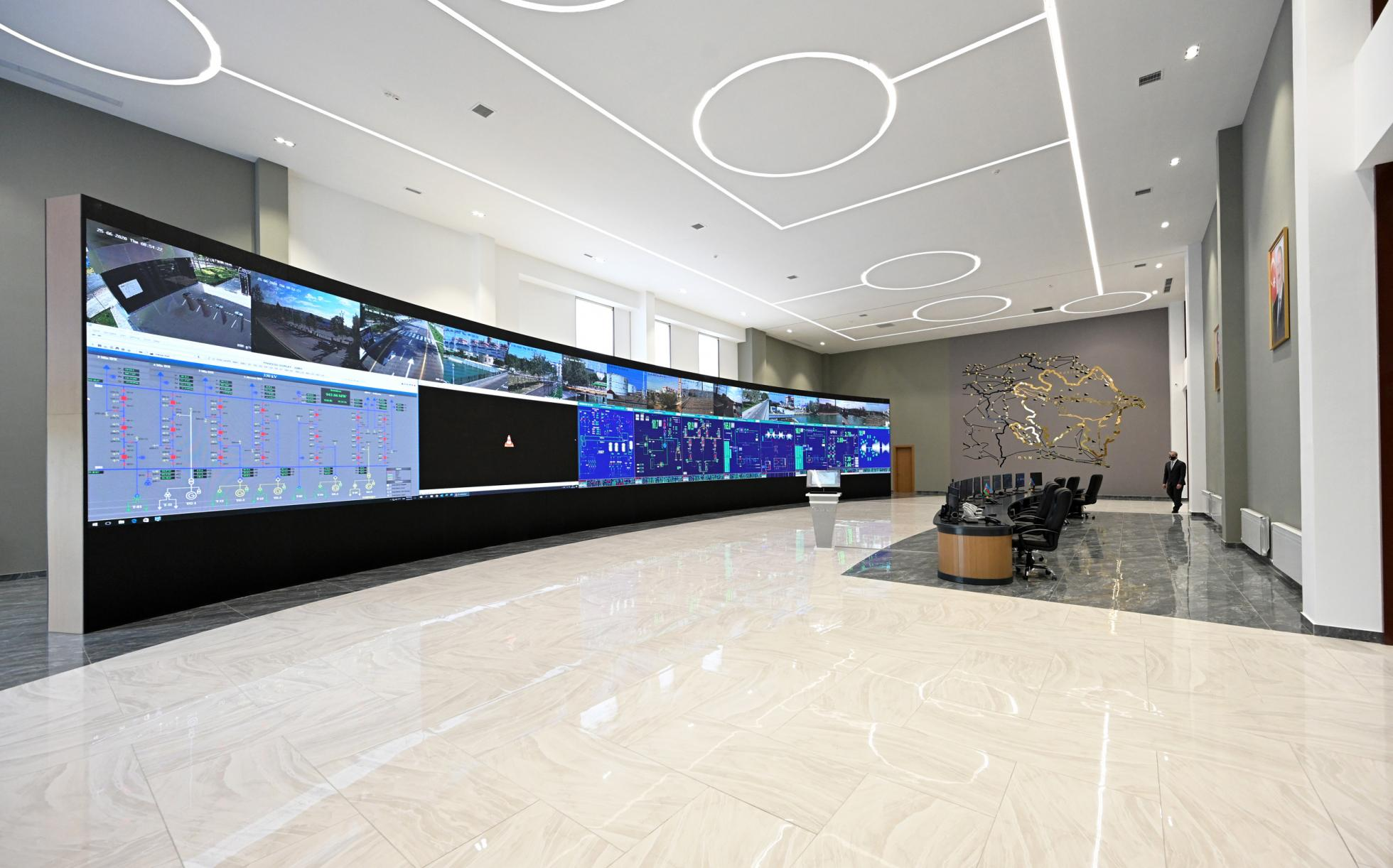
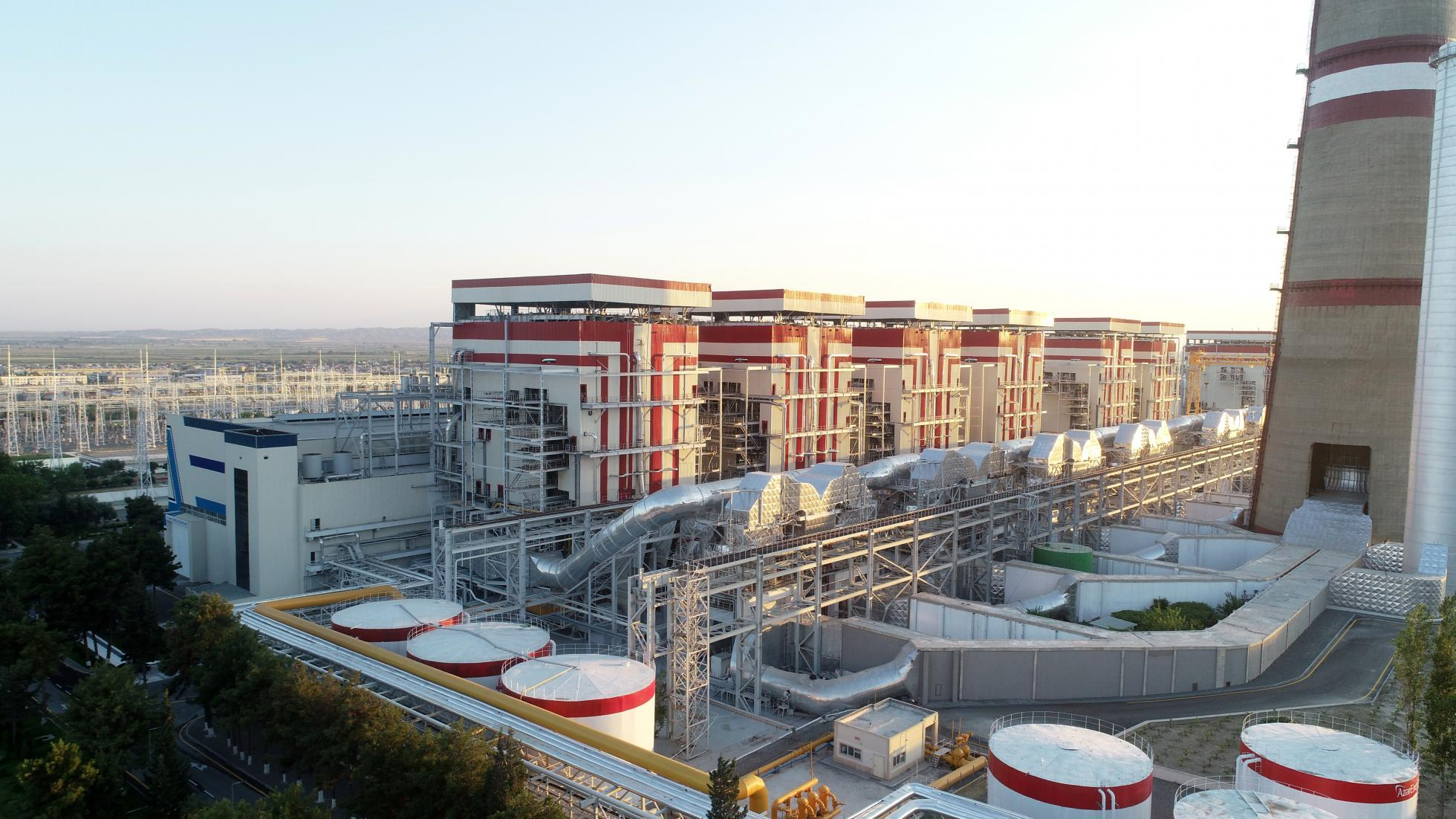
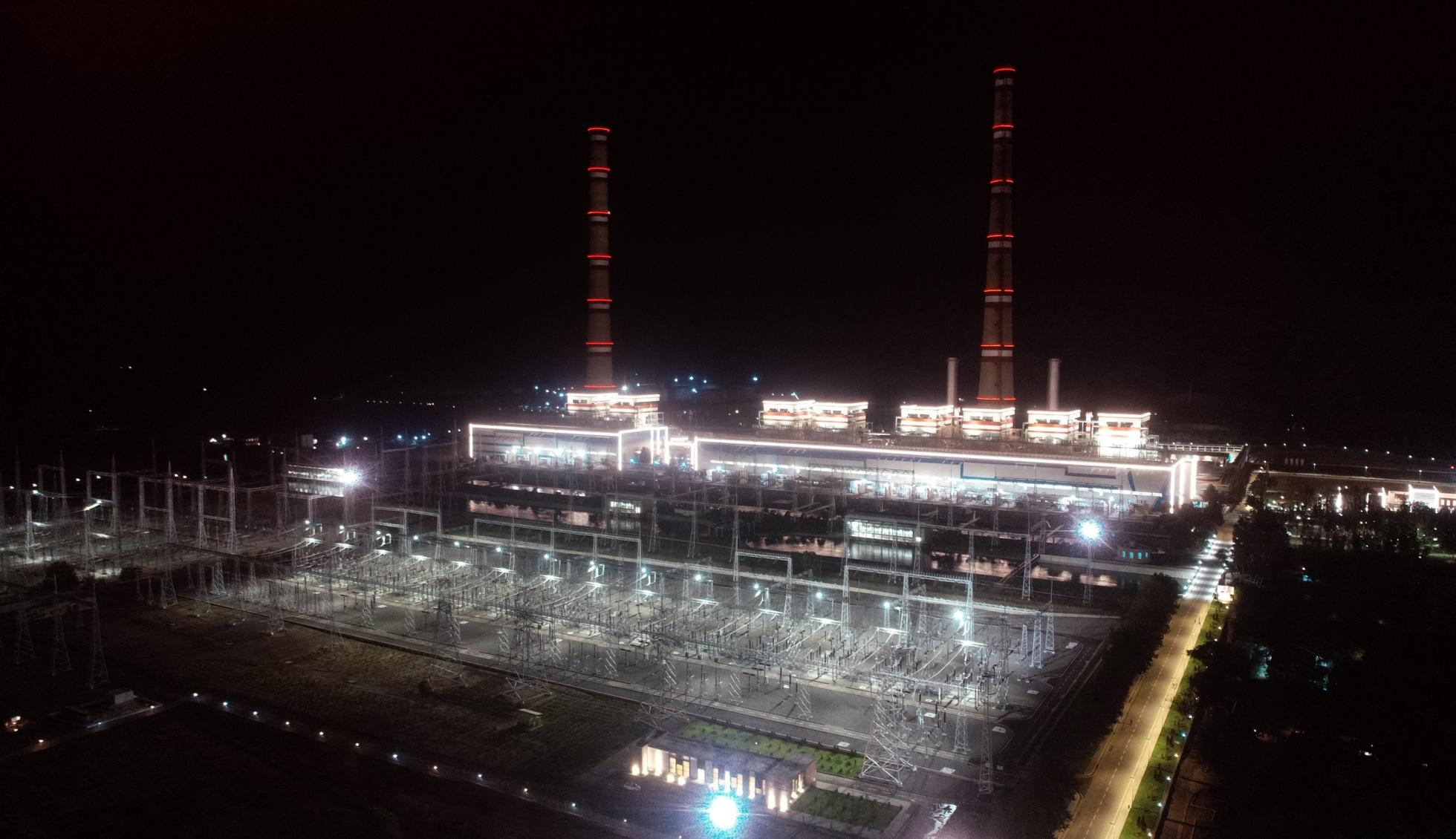
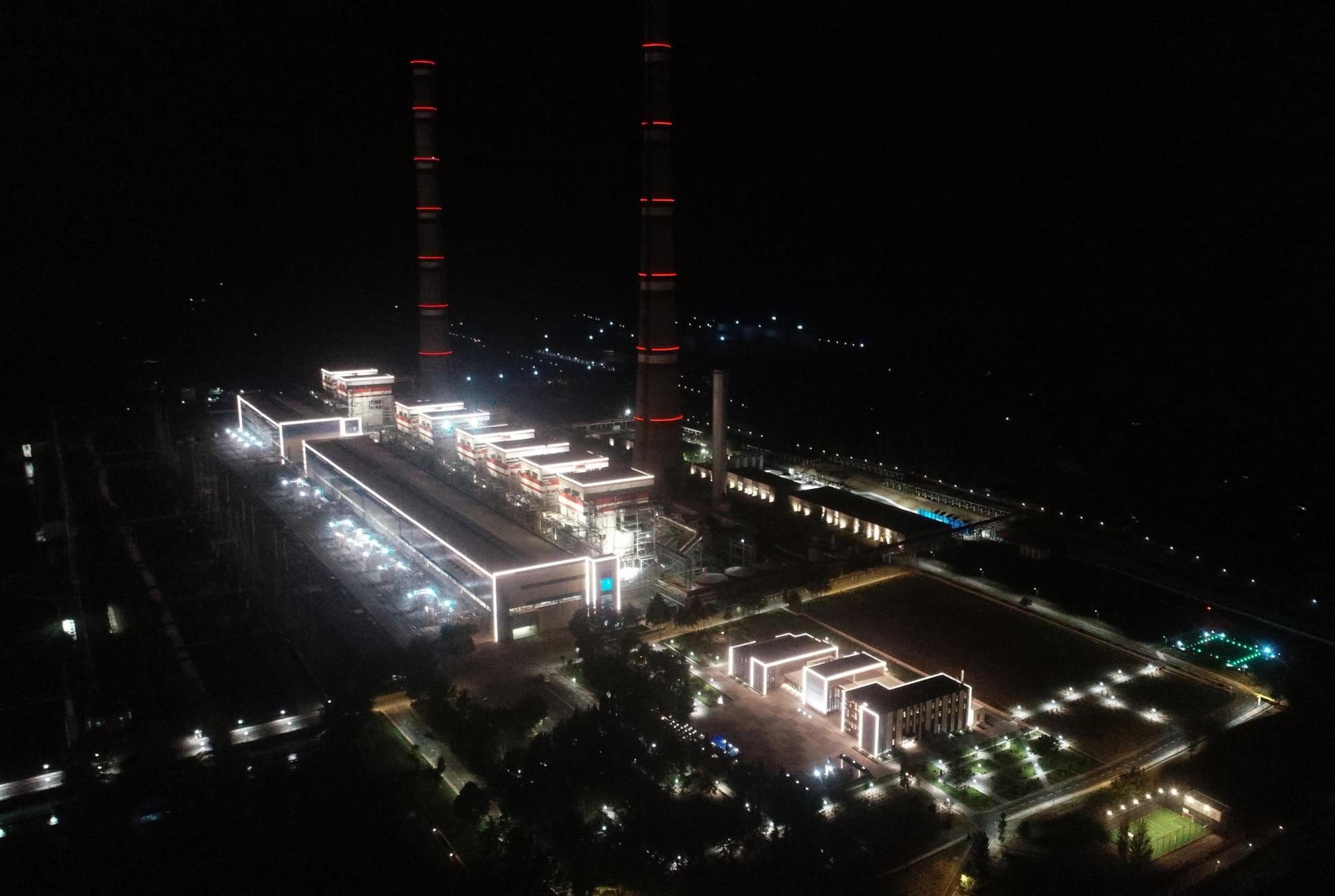